# Amerasia
Amerasia war eine linksgerichtete US-amerikanische Zeitschrift.

## Geschichte
Die Zeitschrift wurde 1937 vom Institute of Pacific Relations (IPR) mit finanzieller Unterstützung des Millionärs Frederick Vanderbilt Field (* 13. April 1905 – † 1. Februar 2000) gegründet.
Field entstammte dem Vanderbilt-Clan. Seine Mutter, Lila Vanderbilt (Sloane) Field, war eine Ur-Enkelin des „Eisenbahn-Königs“ Cornelius Vanderbilt. Seit dem Jahre 1928 engagierte er sich beim IPR und wurde rechte Hand des Generalsekretärs Edward Clark Carter.
Beim IPR handelte es sich um eine 1925 gegründete, private, internationale Institution mit rund 1100 Mitgliedern in den USA, die sich zum Ziel gesetzt hatte, die bis dahin nur mehr marginalen Kenntnisse der amerikanischen Bevölkerung über Fernost – insbesondere über die Republik China – durch Meetings, Forschungsprojekte, Publikationen zu sozial- und wirtschaftspolitischen Themen des ostasiatischen Raums zu erweitern.
Die im 14-Tage Rhythmus veröffentlichte Amerasia erreichte keine allzu große Verbreitung (die „Time“ schätzte ihre Auflage auf ca. 2000 Exemplare) und wurde überwiegend von Fernost-Experten gelesen. Erst im Juni 1945 geriet die Zeitschrift durch die so genannte Amerasia Affair (Amerasia-Affäre) ins Blickfeld einer breiteren Öffentlichkeit und in die Schlagzeilen. Herausgeber waren zu diesem Zeitpunkt Phillip Jaffe und Kate Louise Mitchell.

## Amerasia-Affäre
Was später allgemein mit dem Begriff Amerasia Affair (Amerasia-Affäre) umschrieben wurde, begann damit, dass Kenneth Wells, ein Südostasien-Experte des Office of Strategic Services (OSS) (einem Vorläufer der CIA) bemerkte, dass ein Artikel der am 26. Januar 1945 in Amerasia veröffentlicht worden war, in zahlreichen Passagen fast wortwörtlich mit einem Bericht übereinstimmte, den er im Jahre 1944 über die britische Kolonialpolitik verfasst hatte. Der Bericht war als geheim eingestuft worden und im OSS wurde ein Leck vermutet. Daraufhin setzte das OSS Frank Brooks Bielaski als Sonderermittler auf den Fall an. Bielaski, ursprünglich Wall-Street-Broker, dann Geheimagent, hatte schon während des Zweiten Weltkriegs für das OSS gearbeitet. Am 11. März 1945 brach Bielaski mit vier Gehilfen illegal in die New Yorker Redaktionsräume der Amerasia ein. Sie fanden dort rund 300 Dokumente (Originale + Kopien) des Außenministeriums, des Kriegsministeriums, der Marine, des United States Office of War Information (OWI) sowie des OSS, einige mit dem Aufdruck Confidential, Secret oder auch Top secret („Vertraulich“, „Geheim“, „Streng geheim“).
Daraufhin schaltete das OSS das FBI ein. Vom FBI wurden dann die Beschäftigten von Amerasia, insbesondere Philip Jaffe und Kate Louise Mitchell, die beiden Herausgeber von Amerasia, sowie die mit diesen in Kontakt stehenden Personen, überwacht. Da Philip J. Jaffe enge Kontakte zur Kommunistischen Partei der USA (CPUSA) unterhielt, etwa mit dem ehemaligen Führer der CPUSA, Earl Browder, aber auch mit anderen Parteioffiziellen (der CPUSA), unterstellte das FBI, dass die in den Redaktionsräumen von Amerasia aufgefundenen Dokumente letztendlich für die Sowjetunion bestimmt gewesen seien.
Die Ermittlungen des FBI ergaben, dass Jaffe die Dokumente höchstwahrscheinlich von Emmanuel Sigurd Larsen und John Andrew Roth erhalten hatte. Larsen arbeitete als Fernost-Experte im mittleren Dienst des Außenministeriums, Roth hatte vor dem Zweiten Weltkrieg beim IPR für Jaffe gearbeitet und war – zum Zeitpunkt seiner Verhaftung – Reserve-Leutnant des Office of Naval Intelligence. Es kam zu illegalen Aktionen, denn im Verlauf seiner Ermittlungen brach das FBI ohne von irgendeiner Stelle dazu autorisiert worden zu sein, in die Büroräume von Amerasia sowie in die Wohnung von Emmanuel Larsen ein und durchsuchte sie. Abhörwanzen wurden installiert, die Telefone wurden angezapft.
Am 6. Juni 1945 wurden sechs Verdächtige verhaftet: Philip J. Jaffe und Kate Louise Mitchell sowie Mark Julius Gayn, ein freier Mitarbeiter von Amerasia. Gayn war ein bekannter Journalist, der u. a. für die Washington Post, Newsweek und Time arbeitete. Die drei anderen Festgenommenen arbeiteten für die amerikanische Regierung: John Stewart Service, Foreign Service Officer + Fernost-Experte des Außenministeriums, und die beiden bereits erwähnten Emanuel (Sigurd) Larsen und John Andrew Roth. Zeitgleich wurden die Büroräume von Amerasia – nun offiziell und legal – durchsucht und rund 1.700 Dokumente des Außenministeriums, der Marine, des OSS, des Office of War Information und anderer Ministerien und Dienststellen sichergestellt.

### Anklagen
Alle sechs Festgenommenen argumentierten, dass sie nichts weiter beabsichtigt hätten, als die öffentliche Diskussion über die amerikanische Asienpolitik wach zu halten. Der Fall wurde einer Grand Jury des District of Columbia vorgelegt. Da sich keinerlei Hinweise darauf ergaben, dass tatsächlich Dokumente an Agenten der Sowjetunion bzw. eines anderen Staates ausgehändigt worden waren, entschied die Grand Jury bereits im Vorfeld der Verhandlung, am 10. August 1945, die Anklagen gegen John Stewart Service, Kate Louise Mitchell und Mark Julius Gayn fallen zu lassen und erst gar keine Anklagen zu erheben. Bei Philip J. Jaffe, John Andrew Roth und Emmanuel Sigurd Larsen wurden die Anklagen aufrechterhalten, allerdings auch bei ihnen nicht mehr – wie ursprünglich anvisiert – wegen Spionagetätigkeit, sondern nurmehr wegen unerlaubten Besitzes bzw. unerlaubter Weitergabe von Regierungsdokumenten. Die Staatsanwaltschaft erklärte, dass nach einer ersten Durchsicht des beschlagnahmten Materials sich eine Anklage wegen Spionagetätigkeit nicht aufrechterhalten ließe. Noch vor Eröffnung der Gerichtsverhandlung, erfuhr der Verteidiger von Emmanuel Larsen vom illegalen Einbruch des FBI in dessen Wohnung und verlangte die Einstellung des Verfahrens gegen seinen Mandanten. Da man nun fest damit rechnen konnte, dass im Rahmen einer Gerichtsverhandlung weitere illegale Praktiken des FBI ans Tageslicht befördert und folglich die gesamte Gerichtsverhandlung platzen würde, Philip J. Jaffe zudem damit drohte das illegale Vorgehen des FBI publik zu machen, wurde ein Deal arrangiert.
Am 29. September 1945 bekannte Philip J. Jaffe sich zwar für schuldig sich widerrechtlich geheime Regierungsdokumente beschafft zu haben, wurde aber nur zu einer Geldstrafe von 2500 Dollar verurteilt, die er gleich an Ort und Stelle bezahlte. Emmanuel Larsen wurde zu einer Geldstrafe von 500 Dollar verurteilt. Die Anklage gegen Andrew Roth ließ man vollständig fallen. Dieser Deal und die eher symbolischen Strafen ersparte der Staatsanwaltschaft Anklage in dieser Angelegenheit.

## Weitere Untersuchungen durch Kongressausschüsse
Mit der Entscheidung des Gerichts war die so genannte Amerasia-Affäre noch nicht abgeschlossen.
Vor allem rechts-konservative Politiker vermochten nicht die Entscheidung des Gerichts zu akzeptieren. So bezeichnete etwa der Kongressabgeordnete George Anthony Dondero, ein Republikaner aus Michigan, den Prozessausgang als whitewash („Schönfärberei“) der Angeklagten und machte die Bemerkung:
„Had this same thing happened in certain other governments, these people would undoubtedly have been shot without a trial.“
(„Hätte sich dasselbe unter anderen Regierungen abgespielt, so wären diese Leute zweifelsfrei ohne jede Gerichtsverhandlung erschossen worden.“)
In der zunehmenden antisowjetischen und antikommunistischen Hysterie des Kalten Krieges und der sich sukzessive aufbauenden McCarthy-Ära, wurde der Fall von Politikern der Republikanischen Partei für ihre Zwecke instrumentalisiert, verzerrt, aufgebauscht und überbewertet.

Schon 1946 untersuchte ein Unterausschuss des US-Repräsentantenhauses unter dem Vorsitz des Demokraten Sam Hobbs aus Alabama erneut die Amerasia-Affäre, hörte dazu FBI-Agenten und Angestellte des Justizministeriums. 1950 war die Amerasia-Affäre erneut eines der Themen des so genannten Tydings Committee (vollständiger Titel: Subcommittee on the Investigation of Loyalty of State Department Employees – Unterausschuss [des US-Senats] zur Überprüfung der Staatstreue von Bediensteten des Außenministeriums). 1955 wurde der Fall noch einmal – diesmal vom US-Senat – aufgegriffen.
Das „McCarran Committee“ („McCarran Ausschuss“) – nach seinem Vorsitzenden Pat McCarran benannt (vollständiger Titel: Judiciary Committee’s Internal Security Subcommittee – Unterausschuss für Innere Sicherheit des Justizausschusses) bat das Justizministerium ihm das gesamte Amerasia-Material für eine nochmalige Überprüfung auszuhändigen. In den Jahren 1956 und 1957 lieferte das Justizministerium insgesamt
1260 Dokumente an das „McCarran Committee“.
Das McCarran Committee veröffentlichte seine Untersuchungsergebnisse unter dem Titel:
The Amerasia Papers: A Clue to the Catastrophe of China.
(„Die Amerasia Papiere: Ein Leitfaden zur Katastrophe in China“).
Die Subsumierung der politischen Entwicklung in China nach dem Zweiten Weltkrieg unter dem Begriff „Katastrophe“ machte schon im Titel der Veröffentlichung deutlich, welchem politischen Lager die Initiatoren dieser neuerlichen Untersuchung entstammten.
Der Begriff „Katastrophe“ knüpfte an das Loss of China („Verlust Chinas“ / „Verlust des chinesischen Festlands“)-Gerede an, das sich unmittelbar nach der Machtübernahme in China durch die Kommunisten Mao Zedongs in rechts-konservativen Kreisen der USA erhoben hatte. Insbesondere die so genannte China Lobby (der u. a. auch der Vorsitzende des McCarran Committees, Pat McCarran angehörte) machte für den „Verlust Chinas“ die so genannten China Hands im Außenministerium verantwortlich, denen sie Sympathien, meist sogar Zuarbeit, für die kommunistische Sache unterstellten.